# Sister Suffragette
«Sister Suffragette» es una canción pastiche de protesta pro-sufragio cantada por la actriz Glynis Johns en su rol como Mrs. Winifred Banks en la película de Disney de 1964 Mary Poppins. La melodía de la canción fue tomada originalmente de una pieza llamada "Practically Perfect", y tanto esta como "Sister Suffragette" fueron escritas y compuestas por Richard M. Sherman y Robert B. Sherman.
La letra menciona a Emmeline Pankhurst, quien con sus hijas Christabel y Sylvia fundaron la Women's Social and Political Union en Manchester, Inglaterra. Algunas de sus palabras son: "Las hijas de nuestras hijas nos adorarán, y entonarán coros de agradecimiento, bien hecho, Sister Suffragette!"

## Versión original
La melodía de "Sister Suffragette" fue tomada de una canción anterior llamada "Practically Perfect", la cual ya había sido reemplazada de la producción de la película. De acuerdo a los músicos en su libro autobiográfico, Walt's Time, la actriz Glynis Johns creyó que le había sido ofrecido el rol principal de "Mary Poppins", cuando en realidad había sido elegida para el papel de "Mrs. Banks". Para aumentar la vergüenza entre Disney y Johns, el malentendido solo se volvió aparente cuando ambas partes se enfrentaron en la oficina de Walt Disney en Burbank. Pensando rápido, Disney aligeró la decepción de Johns de no tener el papel protagónico comentándole sobre la 'nueva e increíble canción' que los hermanos Sherman escribieron especialmente para ella. Disney los llamó para decirle que él "estaba a punto de llevar a Johns a almorzar y de cómo estaba deseando escuchar la nueva canción después de la comida", todo al alcance del oído de la actriz. Los hermanos Sherman entendieron el mensaje de Disney, y trabajaron arduamente durante su propia hora de comida, y escribieron "Sister Suffragette". Por ejemplo, la letra original:

I'm Practically Perfect in every way
In ev'rything I do and in everything I say
Soy practicamente perfecta de cualquier forma
En todo lo que digo y hago

Rápidamente evolucionó a:

We're clearly soldiers in petticoats
Dauntless crusaders for women's votes!
Claramente somos soldados en enaguas
¡Cruzadas intrépidas para los votos de las mujeres!

El musical de Mary Poppins contiene una canción llamada "Practically Perfect", la cual, mientras está fuertemente basada en la original, no contiene nada de la melodía de esta. La canción de reemplazo se llama "Being Mrs. Banks".